# Urfa biber
L'Urfa biber (noto anche come peperoncino isot) è un peperoncino essiccato del tipo Capsicum annuum coltivato nella regione di Şanlıurfa in Turchia. È spesso descritto come avente un gusto affumicato, simile all'uva passa.

## Descrizione
L'Urfa biber è tecnicamente un peperone rosso, che matura sulla pianta fino ad avere un colore marrone scuro. I peperoncini passano attraverso un processo in due parti, durante il quale vengono essiccati al sole durante il giorno e avvolti strettamente di notte. Il processo notturno è chiamato "sudorazione" e serve per infondere nella polpa essiccata l'umidità residua del peperoncino. Il risultato è un aspetto che va dal viola scuro al nero violaceo scuro. L'Urfa biber è meno piccante di molti altri peperoncini, ma fornisce un calore più duraturo.
La piccantezza dell'urfa biber è di 30.000-50.000 SHU sulla scala di Scoville.
Esso viene tradizionalmente usato in Turchia nella preparazione della carne e di cibi saporiti.